# お花もようのワンピース
『お花もようのワンピース』は水沢めぐみによる少女漫画作品。『りぼんオリジナル』（集英社）の2001年6月号、8月号、12月号、2002年2月号に掲載された。コミックスは全1巻。

## あらすじ
中学3年生の主人公の恋と友情と受験勉強を描いた作品。主人公の歩果は同級生の坂本の事が好き。お互いにからかったり冗談を言い合えるほど仲はいいが、告白はできず友達どまりだった。しかし可愛い同級生の友人の沙里が、坂本と仲良くしてる為に、沙里と坂本が付き合っているのではないかと思ってしまう歩果。さらに周囲からは、沙里は1年生の時に他人の彼氏を奪った事があり、今回も歩果と坂本の仲を引き裂こうとしているのではないかという噂が入ってくる。しかし歩果は、沙里はそんな事をする子ではないと思い沙里を信じる。しかし色々な偶然の出来事が重なった為に、歩果の沙里に対する疑いはどんどん大きくなってしまう。それでも歩果は沙里を信じようとする。しかしついに沙里と坂本の前で自分の本音をぶつけてしまい、沙里と坂本から真相を聞かされて自分の誤解だったと分かり、沙里に謝って仲直りする。そして志望校に合格し、坂本とも恋人になれる。

## 登場人物
小山歩果（こやま あゆか）
主人公。中学3年生。部活は陸上部。明るくて友達思いで前向きな女の子。中学3年の始業式の日に、ショーウインドーで見かけた女の子らしい可愛いワンピースに見とれてしまうが、自分は女の子らしくないから、こんな可愛いワンピースは自分には似合わないと思ってしまう。そこを坂本に目撃されてしまい、女の子らしくない自分が女の子らしいワンピースに見とれている所を見られるなんて恥かしいと思ってしまう。坂本の志望校がA校だと知り、坂本と同じ高校に行きたいので自分もA校に行きたいと思う。しかしA校はかなりの難関で、歩果の成績では難しいので先生からは志望校を変えろと言われてしまう。坂本や沙里と一緒に運動会で応援団をやったり、夏期講習に通ったりしていくうちに、色々な出来事があって、沙里と坂本が付き合っているのではないかと誤解してしまう。さらにみきちゃんから、「沙里は一年生の時に友達の彼氏を奪ったという噂があり、今回も坂本を奪おうとしているのではないか」と言われる。しかし歩果は、「沙里はそんな事をする子ではない」といい、沙里を信じる。しかしその後も色々な出来事が重なって、みきちゃんの言う通りなのかもしれないという疑いが強くなってしまう。それでも歩果は沙里を信じようとする。しかし遠足の時に、寝ている坂本にカーディガンをかけてあげようとしたところへ、沙里もカーディガンを持ってやって来た所で、自分の本音を沙里にぶつけてしまう。しかし沙里と坂本から真相を聞き、実は色々な事は全て偶然や勘違いで、自分の誤解だった事が分かり、沙里に謝って仲直りする。その後はA校を目指して受験に集中し、合格したら坂本に告白しようと決意する。しかし受験まであと1ヶ月半となっても合格確率は30%、2週間前になっても35%であった。受験当日、不安と緊張からお腹が痛くなってしまい、帰ろうとすると坂本がマフラーを貸してくれて励ましてくれる。そして見事に合格し、坂本に告白し恋人同士になれる。
坂本辰哉（さかもと たつや）
歩果の同級生。歩果とは3年連続同じクラス。歩果が恋をしている男の子。普段は歩果をからかっているが、実は歩果の事が好き。みきちゃんはその事に気付いている。気取らず飾らずややぶっきらぼうな性格だが、実は優しい心を持っており、歩果と沙里の関係がおかしくなった時には2人を心配している。兄が進学塾に勤めており、自分もその塾に通っている。体育祭で応援団をやるメンバーで下校しているときに、男子生徒から「お前の好きな女の子のタイプは?」と聞かれ、ショーウインドーのワンピースを指差して「ああいう服が似合う子」と答える。それは歩果が始業式の日にみとれていたワンピースだった。しかしそのワンピースは沙里が買ってしまう。夏休みには、歩果も沙里もみきちゃんも綿貫も、その塾の夏期講習に通い、そこで色々と事件が起きる。勉強の成績は常にかなり優秀で、難関校である志望校のA校にも余裕で合格する。祖母の手編みのマフラーを大事にするなど家族思いのところもある。受験当日には、緊張のあまり帰ろうとする歩果を引きとめ、そのマフラーを歩果に貸して励ます。歩果から告白された後は、実は自分も歩果が好きだったと告白する。
相田沙里（あいだ さり）
歩果と3年生になってから初めて同級生になる。歩果が教材費を忘れた時に貸してあげた事がきっかけで、歩果と友人になる。おしとやかで優しく女の子らしい女の子。歩果が「サリーちゃん」というあだ名を付ける。歩果が始業式の日に見とれていたワンピースを買ってしまう。歩果は沙里に「あいつ（坂本）とはクラスがずっと一緒だから、話しやすいの。それだけ」と言っていたので、沙里はその言葉を信じており、歩果が坂本を好きだとは思っていなかった。1年生の時に友達の好きな男の子を取ったと噂されている。実際は、1年生の時に友達の好きな男の子に気付かず、その男の子から話しかけられておしゃべりをしていたら、その男の子を取ったと誤解されてしまい、悪い噂を流されてしまっていた。それからずっと友達ができなかったので、歩果と友達になれて嬉しかった。遠足で歩果にカーディガンを貸してあげようと持っていくが、そこには坂本もいて、歩果は沙里が坂本にカーディガンを持ってきたと誤解してしまう。そこで歩果の本音を聞いた沙里は、今までの出来事の真相を話して歩果の誤解を解き、仲直りする。成績は良く、A校に楽々合格する。歩果の合格を知った時には、涙を流して喜んだ。
みきちゃん
歩果の友人。歩果と同じく陸上部。クラスは別。歩果はみきちゃんに、自分が坂本を好きだと言う事は言ってはいなかったが、みきちゃんは、歩果が坂本を好きだという事に気付いていた。さらにみきちゃんは、坂本が歩果を好きな事にも気付いていた。坂本が歩果をからかってくるのは、きっと歩果の事が好きだからだと気が付いていた。そして歩果に、坂本に告白するように勧める。沙里と坂本が仲良くなっていくと、歩果に何度も、沙里に坂本を取られないように歩果も告白したほうがいいと勧める。また、沙里が1年生の時に友達の彼氏を奪ったという噂を歩果に教え、今回も坂本を奪おうとしてるのではないかと心配する。
内藤（ないとう）
歩果のクラスの担任。ふたこと目には内申を持ち出すので、歩果が「内藤」という名字を元に「内申」というあだ名を付け、以後、生徒たちからはそのあだ名で呼ばれている。歩果がA校に合格するのは無理だから志望校を変えろと何度も言っていた。
綿貫（わたぬき）
歩果と学年が同じ。クラスは違う。歩果に恋をしている。夏休みに歩果にラブレターを渡して告白する。2学期になり、歩果はその手紙の返事をしようとするが、綿貫は「返事は受験が終わってからでいい、自分の気持だけ知ってくれればいい」と言って去ってしまい、返事をするタイミングを失ってしまった歩果も、ひとまず受験に集中することにする。受験が終わってから綿貫と歩果は話し合い、綿貫は歩果をきっぱりとあきらめ、お互いに高校生活を頑張ろうと笑顔で約束する。綿貫が進学する高校は、A校より入試が易しいB校。

## この作品の誕生の経緯
実はこの作品は、全く別の作品になる予定だった。水沢は『りぼんオリジナル』での4回連載という事で話を考え、予告カットも描いたが、その頃に、同じ時期に始まるテレビドラマで同じような内容の作品があるという事を知った。その為に、かなり悩んだ末に、一から話を考え直す事にして、予告カットも急遽描き変えた（しかしその予告カットに描かれている女の子は、作品には登場しない）。とりあえずタイトルだけ『お花もようのワンピース』と決めたものの、ストーリーは全くできていない状態だった。さらにこの連載が始まる頃には、『Cookie』でも隔月の仕事が決まっており（『神様のオルゴール』）、時間的にかなり厳しかったがとりあえずタイトルから内容を考えたという。
まず、タイトルに「ワンピース」という言葉が入っているので、毎回、洋服がらみのエピソードを入れる事にした。そして、4回連載なので、各回を春、夏、秋、冬に分けて、各回に季節の行事を取り入れる事にした。そのように何も無い所から突然創り上げた作品だが、水沢はかなりお気に入りの作品だという。小山歩果、坂本辰哉、相田沙里の関係もごく自然に浮かんできて、それぞれのキャラも描きやすかったし、この3人にとても愛着が持てたし、綿貫などの脇役キャラも好きだという。各回のポイントになる、ワンピース、Tシャツ、カーディガン、マフラーなどのエピソードを考えるのも楽しかったとの事。途中で『りぼん』本誌の連載が入ったり（『いちごの宝石』）私生活でも色々な事があって大騒ぎな感じで時間が過ぎていった4回連載だったが、それだけに自分の中ではより思い出深い作品だと述べている。（以上、コミックスの欄外の「製作ウラ話」より）。コミックスのカバーでも、「キャラクター的にも、ストーリー、エピソード的にも自分の中にある基本にすごく近い作品」「これからも色んな作品を作りたいけど、時にはこうやって原点に戻りたい」と述べている。
前述のようにこの作品は、各回に洋服に関するエピソードが入っている。その洋服の種類はタイトルに含まれている。また、4回連載なので各回を春、夏、秋、冬に分けて、各回に季節の行事を取り入れている。各回のタイトルとその回の行事は以下の通り。各回は「第1話」「第2話」という呼び方ではなく、「Vol.1」「Vol.2」という呼び方になっている。
| 回    | タイトル         | 季節の行事 |
| ----- | ---------------- | ---------- |
| Vol.1 | 春色ワンピース   | 運動会     |
| Vol.2 | 夏色Ｔシャツ     | 夏期講習   |
| Vol.3 | 秋色カーディガン | 遠足       |
| Vol.4 | 冬色マフラー     | 受験       |

## コミックス
全1巻。2002年11月15日発売。410円（税込み）。184ページ。番外編や他の作品は収録されていない。ISBN 4-08-856418-9